# Egestria toeniata
Egestria toeniata is een keversoort uit de familie snoerhalskevers (Anthicidae). De wetenschappelijke naam van de soort is voor het eerst geldig gepubliceerd in 1871 door Pascoe.